# Ареколін

Хімічна структура ареколіну

Ареколін — психоактивний алкалоїд, який міститься в горіхах пальми Ареки (Areca catechu), частковий агоніст мускаринових та нікотинових рецепторів ацетилхоліну.

## Історія
Ареколін — природний психоактивний алкалоїд, який міститься в горіхах пальми Ареки (Areca catechu), яка є ендеміком в південно-східній Азії, східно-африканському та західно-тихоокеанському узбережжях.
Історія споживання горіхів ареки сягає декількох тисячоліть. Найдавніші докази використання були знайдені в Таїланді. Застосування їх як ліків описано в Дунхуанських рукописах (північно-західний Китай).
В даний період споживання цих горіхів є досить розповсюдженим. Іммігранти з країн Азії привезли їх до Малайського півострова, Південно-Східної Африки та Європи, що посприяло широкому поширенню у всьому світі. Крім того, в Індії горіхи і листя цієї пальми застосовують у буддійських церемоніях, у В'єтнамі використовують у весільних обрядах.
Нараховують понад 600 мільйонів споживачів продуктів з горіхів ареки. Це робить ареколін четвертою найбільш використовуваною психоактивною речовиною у світі (після алкоголю, кофеїну та нікотину).

## Хімічні властивості
Перші спроби визначення активних речовин, які містяться в горіхах ареки були зроблені 1822 року. Наразі виявлено більше 60 активних сполук, зокрема, ареколін, арекаїдин, гуаваколін, гуавацин та 12 інших алкалоїдів з основними гетероциклічними структурами піридину або піперидину. Вміст ареколіну в горіхах ареки становить ∼ 0,3-0,6 %.  
Вперше цей алкалоїд було виділено в 1888 р. німецьким фармацевтом Е. Янсом з Геттінгена. Ареколін — лужна, безбарвна, масляниста рідина, яка здатна розчинятися у воді, етанолі, ефірі та хлороформі. Його гідробромідна сіль являє собою безбарвні водорозчинні кристали з температурою плавлення 167—168 °C. При кип'ятінні або під дією тиску з соляною кислотою (так само, як і нагріванні з лугами) відбувається його гідроліз до арекаїдину.

## Фармакологія
Чистий ареколін — це олія, яку зазвичай вводять у вигляді водорозчинних солей. Він діє як неселективний частковий агоніст мускаринових та нікотинових рецепторів ацетилхоліну (на їх α4 / β2 та α6 / β3 субодиницях). До того ж, у поєднанні з алостеричним модулятором (наприклад, PNU-120696) відбувається активація α7-субодиниці нікотинових рецепторів.
Ареколін має широкий діапазон фармакологічних ефектів, впливаючи на ЦНС, серцево-судинну, травну та ендокринну системи, а також викликає певні соматичні ефекти, зокрема гіперсалівацію, гіпотонію, запаморочення, міоз, тремор та брадикардію. Гостра інтоксикація ареколіном може бути послаблена завдяки прийому атропіну або скополаміну.

### ЦНС
Ареколін здатний легко перетинати гематоенцефалічний бар'єр. Він має безліч психоактивних властивостей. В залежності від дози та індивідуальної чутливості, виникають позитивні суб'єктивні ефекти, включаючи розслаблення, посилену концентрацію уваги, підвищену працездатність та ейфорію.

Появу залежності зазвичай асоціюють з ареколіном. Як і при зловживанні інших психоактивних речовин, може виникати абстинентний синдром, що проявляється як перепади настрою, тривожність, дратівливість та безсоння після припинення прийому даної речовини. Іноді спостерігаються гострі психози з галюцинаціями та манії переслідування при досить частому вживанні горіхів ареки, особливо в людей схильних до психічних захворювань. 

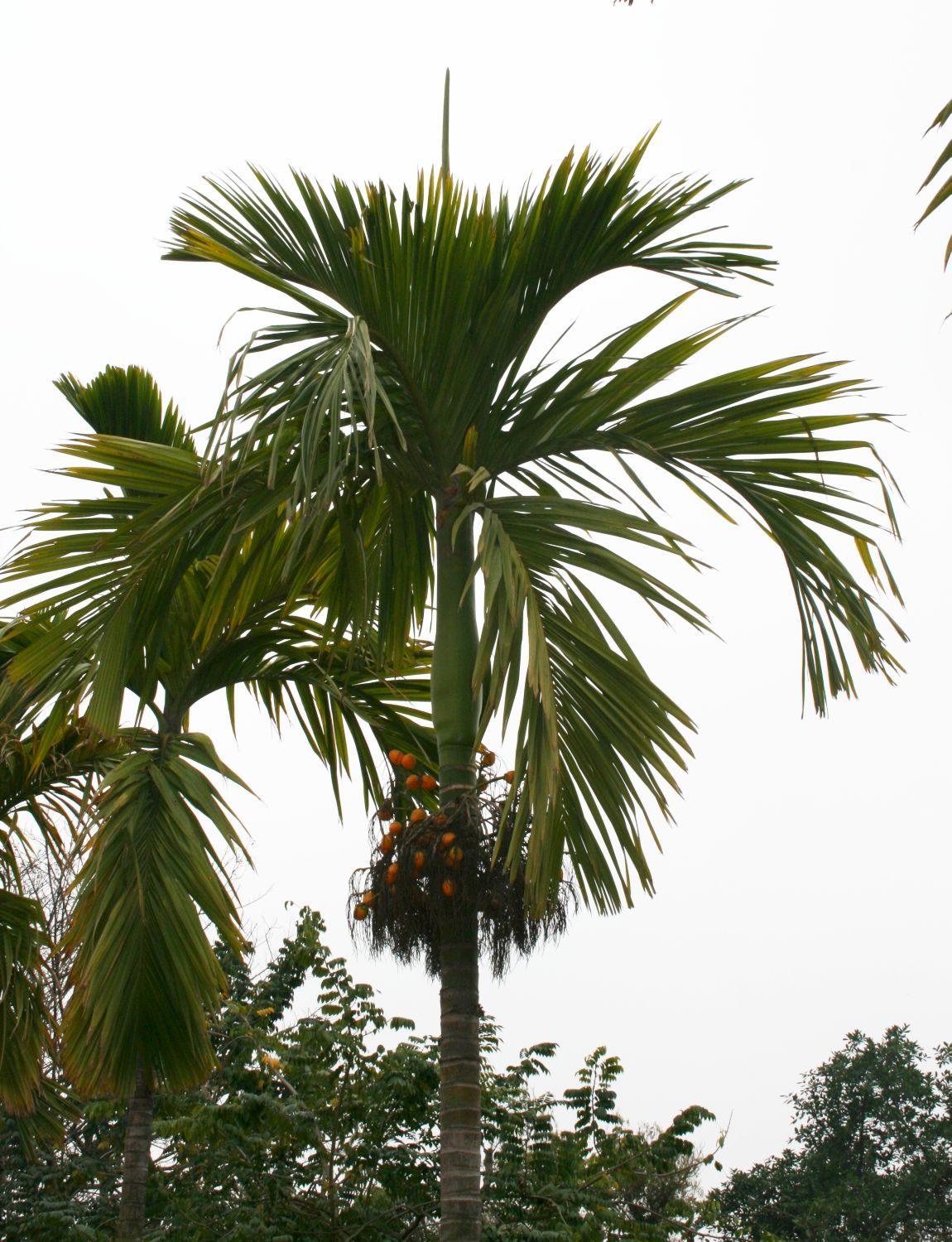
Areca catechu

Оскільки ареколін має високу спорідненість до холінорецепторів, він є релевантним для вивчення хвороби Альцгеймера та її подальшого лікування.
Можливим є виникнення екстрапірамідного синдрому, спричинене вживанням горіхів ареки. Це проявляється як ригідність, брадикінезія та тремор щелепи.
Ареколін послаблює антиоксидантний захист нейронів, знижуючи в них рівень глутатіону, активності супероксиддисмутази та експресії антиапоптотичного білка Bcl-2, а також посилюючи експресію проапоптотичних білків (цитохром С, Bax, каспази 3 та 9).

### Серцево-судинна система
Ареколін має судинорозширувальну й антитромбозну дію. Крім того, він виявляє антиатерогенні ефекти, які пов'язують із підвищенням рівня NO, білка eNOS, експресії мРНК та зниження рівня інтерлейкіну-8 у плазмі крові.
Також можливим є пригнічення вивільнення прозапальних цитокінів, стимульованих окисненими ліпопротеїнами низької щільності.

### Ендокринна система
Ареколін може стимулювати продукцію тестостерону клітинами Лейдіга. Можливими механізми є задіяння в активації кальцієвих каналів L-типу, збільшенні активності 17-гідроксистероїд дегідрогенази та посиленні експресії стероїдогенного гострого регуляторного білка.
Також виявлено його стимулюючий вплив на адреномедулярну активність та вісь гіпоталамус-гіпофіз-наднирники (ГПН). Головним чином це опосередковується через вивільнення ендогенного кортикотропного рилізинг-фактору (КРФ) та блокуванням входу кальцію в хромафінних клітинах надниркових залоз.
Ареколін може підвищувати імунну реактивність β-ендорфіну в плазмі, що корелює зі збільшенням вмісту пролактину в плазмі.

### Травна система
Ареколін може покращувати функції травлення, стимулюючи мускаринові рецептори. Водні екстракти горіхів ареки (0,06 % ареколіну) можуть значно збільшити скорочення гладеньких м'язів шлунка та м'язів дванадцятипалої, клубової та ободової кишок.
У ротовій порожнині він піддається нітрозуванню, утворюючи канцерогенні N-нітрозаміни. Тому Міжнародне агентство з дослідження раку класифікує його як засіб Категорії 1 (канцерогенний для людини).

## Фармакокінетика
Метаболізм ареколіну та інших алкалоїдів горіхів ареки є складним і мало вивченим. На даний момент відомо про 11 метаболітів. Три основні метаболічні шляхи включають: гідроліз (за допомогою карбоксилестерази) до арекаїдину, N-окиснення до N-оксиду ареколіну та кон'югацію меркаптурової кислоти до меркаптурової кислоти ареколіну.